# Сумпор (ТВ серија)
Сумпор је предстојећа српска серија из 2025. у режији Милорада Милинковића.

## Радња
1882. година. Јелена Илка Марковић покушала је да убије краља Милана Обреновића у Саборној цркви. Осуђена је на 20 година затвора и убрзо затим је пронађена мртва у затворској ћелији - званична верзија гласи да се обесила пешкиром о кревет. Трагови говоре да самоубиство није било могуће.
Седам година касније, истог дана су пронађена два тела - на обали Саве аласи проналазе тело убијене девојке, а у Топчидерској шуми тело праунука кнеза Милоша. Открива се да су ова оба убиства повезана са атентатом у Саборној цркви.
После много времена, тај случај је поново отворен.
Један пропали адвокат и шеф београдске полиције истражују њену смрт, сваки из својих разлога, али у случају гђе Марковић истина не доноси ништа добро... 

## Улоге
| Глумац              | Улога                             |
| ------------------- | --------------------------------- |
| Петар Стругар       | Андрија Кустурић                  |
| Милош Тимотијевић   | Ђорђе Чогурић                     |
| Небојша Дугалић     | Миливоје Петровић Блазнавац       |
| Јана Ивановић       | Катарина Константиновић Блазнавац |
| Воја Брајовић       | Атанас Јовановић                  |
| Лука Грбић          | Марко Кошарић                     |
| Маја Чампар         | Милица                            |
| Марко Гверо         |                                   |
| Филип Хајдуковић    |                                   |
| Мариана Аранђеловић | Мути                              |